# 瓜卡馬亞斯 (博亞卡省)
瓜卡馬亞斯是哥倫比亞的城鎮，位於該國東北部，由博亞卡省負責管轄，距離首府通哈283公里，始建於1764年7月14日，面積59平方公里，海拔高度3,393米，2005年人口2,042。

## 外部連結
- （西班牙文） Guacamayas official website
- Guacamayas'crafts store website （页面存档备份，存于）

6°30′N 72°30′W / 6.500°N 72.500°W